# Guitarridae
Los guitárridos (Guitarridae) son una familia de esponjas marinas del orden Poecilosclerida.

## Géneros
- Coelodischela Vacelet, Vasseur e Lévi, 1976
- Euchelipluma Topsent, 1909
- Guitarra Carter, 1874
- Tetrapocillon Brøndsted, 1924